# Премия «Ника» за лучший анимационный фильм
Премия «Ника» за лучший анимационный фильм вручается ежегодно Российской Академией кинематографических искусств, начиная с первой церемонии в 1988 году. На премию номинируются как короткометражные, так и полнометражные мультипликационные фильмы.

## Список лауреатов и номинантов
• Лауреаты выделены отдельным цветом. 

### 1988—1990
| Церемония  | Анимационный фильм             | Режиссёр           | Студия                                                         |
| ---------- | ------------------------------ | ------------------ | -------------------------------------------------------------- |
| 1-я (1988) | • Возвращение блудного попугая | Александр Давыдов  | Союзмультфильм                                                 |
| 1-я (1988) | • Жираф                        | Рао Хейдметс       | Таллинфильм                                                    |
| 1-я (1988) | • Контакты... конфликты...     | Ефим Гамбург       | Союзмультфильм                                                 |
| 2-я (1989) | • Завтрак на траве             | Прийт Пярн         | Таллинфильм                                                    |
| 2-я (1989) | • Жильцы старого дома          | Алексей Караев     | Свердловская киностудия                                        |
| 2-я (1989) | • Окно                         | Евгений Сивоконь   | Киевнаучфильм                                                  |
| 3-я (1990) | • Притча об артисте. Лицедей   | Николай Серебряков | Союзмультфильм                                                 |
| 3-я (1990) | • Корова                       | Александр Петров   | Высшие курсы сценаристов и режиссёров, Свердловская киностудия |
| 3-я (1990) | • Положение обязывает          | Рао Хейдметс       | Таллинфильм                                                    |

### 1991—2000
| Церемония   | Анимационный фильм                                                                        | Режиссёр(ы)                                                                        | Студия                                                                          |
| ----------- | ----------------------------------------------------------------------------------------- | ---------------------------------------------------------------------------------- | ------------------------------------------------------------------------------- |
| 4-я (1991)  | • Оплеуха                                                                                 | Бондо Шошотаишвили                                                                 | Грузия-фильм                                                                    |
| 4-я (1991)  | • Любовь и смерть картошки обыкновенной                                                   | Наталья Марченкова                                                                 | Киевнаучфильм                                                                   |
| 4-я (1991)  | • 5/4                                                                                     | Иван Максимов                                                                      | студия «Пилот»                                                                  |
| 5-я (1992)  | • Серый волк энд Красная Шапочка                                                          | Гарри Бардин                                                                       | Союзмультфильм                                                                  |
| 5-я (1992)  | • Аменция                                                                                 | Сергей Айнутдинов                                                                  | Свердловская киностудия                                                         |
| 5-я (1992)  | • Лапландские сказки (м/ф: «Гадкий утёнок», «Королевские зайцы», «Заколдованный мальчик») | Владимир Полковников, Александра Снежко-Блоцкая, Владимир Дегтярёв (все посмертно) | Союзмультфильм                                                                  |
| 6-я (1993)  | • Болеро                                                                                  | Иван Максимов                                                                      | студия «Иван Максимов», студия «Классика»                                       |
| 6-я (1993)  | • Гипнеротомахия                                                                          | Андрей Свислоцкий                                                                  | студия «Пилот»                                                                  |
| 6-я (1993)  | • Сон смешного человека                                                                   | Александр Петров                                                                   | Свердловская киностудия, студия «Викинг»                                        |
| 7-я (1994)  | • Происхождение видов                                                                     | Ринат Газизов                                                                      |                                                                                 |
| 7-я (1994)  | • Гагарин                                                                                 | Алексей Харитиди                                                                   |                                                                                 |
| 7-я (1994)  | • Другая сторона                                                                          | Михаил Алдашин                                                                     |                                                                                 |
| 8-я (1995)  | • Севильский цирюльник                                                                    | Наталья Дабижа                                                                     | студия «Кристмас филмз», «С4S»                                                  |
| 8-я (1995)  | • Замок (Землемер)                                                                        | Дмитрий и Александр Наумовы, Валентин Телегин                                      | студия Дмитрия Наумова                                                          |
| 8-я (1995)  | • Свичкрафт                                                                               | Константин Бронзит                                                                 | студия «ЗИЗ»                                                                    |
| 9-я (1996)  | • Лев с седой бородой                                                                     | Андрей Хржановский                                                                 | школа-студия «ШАР»                                                              |
| 9-я (1996)  | • Нюркина баня                                                                            | Оксана Черкасова                                                                   | школа-студия «ШАР»                                                              |
| 9-я (1996)  | • Эликсир                                                                                 | Ирина Евтеева                                                                      | Ленфильм, Киностудия первого экспериментального фильма                          |
| 10-я (1997) | • Братья Пилоты готовят на завтрак макарончики                                            | Александр Татарский                                                                | студия «Пилот»                                                                  |
| 10-я (1997) | • Авраам                                                                                  | Наталья Дабижа                                                                     | студия «Кристмас филмз»                                                         |
| 10-я (1997) | • Русалка                                                                                 | Александр Петров                                                                   | школа-студия «ШАР», кинокомпания «Даго», студия «Панорама»                      |
| 11-я (1998) | • Долгое путешествие                                                                      | Андрей Хржановский                                                                 | школа-студия «ШАР»                                                              |
| 11-я (1998) | • Волшебная кисточка                                                                      | Валерий Угаров                                                                     | студия «Кристмас филмз»                                                         |
| 11-я (1998) | • Ночь перед Рождеством                                                                   | Екатерина Михайлова                                                                | Московский детский фонд, студия «Анимафильм»                                    |
| 12-я (1999) | • Чуча                                                                                    | Гарри Бардин                                                                       | ТОО «Стайер»                                                                    |
| 12-я (1999) | • Моби Дик                                                                                | Наталья Орлова                                                                     | КВС «Человек и время» (Россия), компания «S4C», BBC (Великобритания), НВО (США) |
| 12-я (1999) | • Унесённые ветром                                                                        | Александр Татарский                                                                | студия «Пилот»                                                                  |
| 13-я (2000) | • Фараон                                                                                  | Сергей Овчаров                                                                     | студия «Медиа-мастер»                                                           |
| 13-я (2000) | • Дерево с золотыми яблоками                                                              | Наталья Дабижа                                                                     | студия «Кристмас филмз» (Россия), «4C», BBC (Великобритания)                    |
| 13-я (2000) | • Колобок                                                                                 | Николай Богаевский                                                                 |                                                                                 |

### 2001—2010
| Церемония   | Анимационный фильм | Режиссёр(ы) | Студия |
| ----------- | --- | --- | --- |
| 14-я (2001) | • Адажио | Гарри Бардин | студия «Стайер» |
| 14-я (2001) | • Носки большого города | Андрей Ушаков | студия «Ф.А.Ф. Интертейнмент»                                                                                             |
| 14-я (2001) | • Привет из Кисловодска! | Дмитрий Геллер | Свердловская киностудия, ТПО художественной мультипликации                                                                |
| 15-я (2002) | • Кошки под дождём | Алексей Дёмин | студия «Даго-2000» |
| 15-я (2002) | • Евстифейка-волк | Олег Ужинов | кинокомпания «Мастер-фильм»                                                                                               |
| 15-я (2002) | • Соседи | Степан Бирюков | студия «Пилот» |
| 16-я (2003) | • Букашки | Михаил Алдашин | студия «Пилот» |
| 16-я (2003) | • Желтухин | Мария Муат | студия «Анимос» |
| 16-я (2003) | • Медленное бистро (Ожидание) | Иван Максимов | фонд «Губерния», при поддержке Службы кинематографии МК РФ                                                                |
| 16-я (2003) | • О рыбаке и рыбке | Наталья Дабижа | ФГУП «Союзмультфильм», при поддержке Службы кинематографии МК РФ                                                          |
| 16-я (2003) | • Человек с Луны | Оксана Черкасова | школа-студия анимационного кино «ШАР», при поддержке Службы кинематографии МК РФ                                          |
| 17-я (2004) | • Полтора кота | Андрей Хржановский | киностудия Даго-2000, Служба кинематографии МК РФ                                                                         |
| 17-я (2004) | • Карлик Нос | Илья Максимов | кинокомпания СТВ, Служба кинематографии МК РФ                                                                             |
| 17-я (2004) | • Петербург | Ирина Евтеева | киностудия «Ленфильм», Служба кинематографии МК РФ                                                                        |
| 18-я (2005) | • Чуча-3 | Гарри Бардин | студия «Стайер», при поддержке Федерального агентства по культуре и кинематографии                                        |
| 18-я (2005) | • Алёша Попович и Тугарин Змей | Константин Бронзит | |
| 18-я (2005) | • Демон | Ирина Евтеева | |
| 18-я (2005) | • Про мышонка | Мария Муат | |
| 19-я (2006) | • Каштанка | Наталья Орлова | студия «Анимос», при поддержке Федерального агентства по культуре и кинематографии РФ                                     |
| 19-я (2006) | • проект «Гора самоцветов»: Как обманули змея, Как пан конём был, Кот и Лиса, Про барана и козла, Про ворона, Про Ивана-дурака, Умная дочка, Шейдулла-лентяй | Александр Татарский (худ. рук.), Андрей Кузнецов, Валентин Телегин, Константин Бронзит, Наталья Березовая, Алексей Алексеев, Михаил Алдашин, Олег Ужинов, Елена Чернова, Сергей Гордеев, Рим Шарафутдинов | студия «Пилот» |
| 19-я (2006) | • Жук, корабль, абрикос | Юлия Аронова | студия «Анимос» |
| 20-я (2007) | • Моя любовь | Александр Петров | продюсерский центр «Даго-фильм студия», при поддержке Федерального агентства по культуре и кинематографии                 |
| 20-я (2007) | • Жихарка (проект «Гора самоцветов») | Олег Ужинов | Большая анимационная студия «Пилот», при поддержке Федерального агентства по культуре и кинематографии                    |
| 20-я (2007) | • цикл «Колыбельные мира» (Русская, Чукотская, Еврейская, Японская, Украинская и Армянская колыбельные)                                                      | Елизавета Скворцова | киностудия «МетрономФильм», при поддержке Федерального агентства по культуре и кинематографии                             |
| 21-я (2008) | • Снегурочка | Мария Муат | киновидеостудия «Анимос», при поддержке Федерального агентства по культуре и кинематографии                               |
| 21-я (2008) | • Дождь сверху вниз | Иван Максимов | фонд социально-культурных программ «Губерния», при поддержке Федерального агентства по культуре и кинематографии          |
| 21-я (2008) | • Уборная история — любовная история | Константин Бронзит | студия анимационного кино «Мельница», кинокомпания СТВ, при поддержке Федерального агентства по культуре и кинематографии |
| 22-я (2009) | • Правдивая история о трёх поросятах | Константин Бронзит | студия М.И.Р |
| 22-я (2009) | • Мальчик | Дмитрий Геллер | студия «А-фильм» |
| 22-я (2009) | • Он и она | Мария Муат | студия «Пчела» |
| 23-я (2010) | • Очумелов | Алексей Дёмин | киновидеостудия «Анимос»                                                                                                  |
| 23-я (2010) | • Козья хатка (проект «Гора самоцветов») | Марина Карпова и Эдуард Назаров | анимационная студия «Пилот» Александра Татарского                                                                         |
| 23-я (2010) | • Солдатская песня (проект «Гора самоцветов») | Елена Чернова | анимационная студия «Пилот» Александра Татарского                                                                         |

### 2011—2020
| Церемония   | Анимационный фильм                                | Режиссёр(ы)                                                                                               | Студия                                                |
| ----------- | ------------------------------------------------- | --- | ----------------------------------------------------- |
| 24-я (2011) | • Гадкий утёнок                                   | Гарри Бардин                                                                                              | студия «Стайер»                                       |
| 24-я (2011) | • Со вечора дождик                                | Валентин Ольшванг                                                                                         | студия «А-фильм»                                      |
| 24-я (2011) | • Шатало                                          | Алексей Дёмин                                                                                             | киновидеостудия «Анимос»                              |
| 25-я (2012) | • Ещё раз!                                        | Елена Петрова, Татьяна Окружнова, Наталья Павлычева, Мария Архипова, Екатерина Овчинникова, Алина Яхъяева | студия «Мастерская Александра Петрова»                |
| 25-я (2012) | • Домашний романс                                 | Ирина Литманович                                                                                          | кинокомпания «Аквариус фильм»                         |
| 25-я (2012) | • Метель                                          | Мария Муат                                                                                                | студия «Пчела»                                        |
| 26-я (2013) | • Бессмертный                                     | Михаил Алдашин                                                                                            | анимационная студия «Пилот» Александра Татарского     |
| 26-я (2013) | • Длинный мост в нужную сторону                   | Иван Максимов                                                                                             | фонд социально-культурных программ «Губерния»         |
| 26-я (2013) | • Заснеженный всадник                             | Алексей Туркус                                                                                            | кинокомпания «Аквариус фильм»                         |
| 26-я (2013) | • Пишто уезжает (альманах «Волшебный фонарь — 8») | Соня Кендель                                                                                              | школа-студия анимационного кино «ШАР»                 |
| 26-я (2013) | • Сказка про ёлочку                               | Мария Муат                                                                                                | студия «Пчела»                                        |
| 27-я (2014) | • Ку! Кин-дза-дза                                 | Георгий Данелия, Татьяна Ильина                                                                           | кинокомпания «СТВ»                                    |
| 27-я (2014) | • Моя мама — самолёт                              | Юлия Аронова                                                                                              | студия «Пчела»                                        |
| 27-я (2014) | • Обида                                           | Анна Буданова                                                                                             | студия «Урал-Синема»                                  |
| 28-я (2015) | • Мой личный лось                                 | Леонид Шмельков                                                                                           | студия «МетрономФильм»                                |
| 28-я (2015) | • Мужчина встречает женщину                       | Дмитрий Геллер                                                                                            | школа-студия анимационного кино «ШАР»                 |
| 28-я (2015) | • Мы не можем жить без космоса                    | Константин Бронзит                                                                                        | студия анимационного кино «Мельница»                  |
| 29-я (2016) | • Волк Вася                                       | Екатерина Соколова                                                                                        | студия «А-фильм»                                      |
| 29-я (2016) | • Почему банан огрызается                         | Светлана Разгуляева                                                                                       | АНО Школа-студия анимационного кино «ШАР»             |
| 29-я (2016) | • Совы нежные                                     | группа режиссёров под руководством Сергея Капкова                                                         | Национальная анимационная премия «Икар»               |
| 30-я (2017) | • Кукушка                                         | Дина Великовская                                                                                          | ООО «Студия «ПЧЕЛА»                                   |
| 30-я (2017) | • До любви                                        | Игорь Ковалёв                                                                                             | ООО «ТаББаК»                                          |
| 30-я (2017) | • Питон и сторож                                  | Антон Дьяков                                                                                              | киностудия «Союзмультфильм»                           |
| 31-я (2018) | • Два трамвая                                     | Светлана Андрианова                                                                                       | ФГУП ТПО «Киностудия „Союзмультфильм“»                |
| 31-я (2018) | • Аниматанго                                      | группа режиссёров под руководством Сергея Капкова                                                         | Национальная анимационная премия «Икар»               |
| 31-я (2018) | • Рыбы, пловцы и корабли                          | Дмитрий Геллер, Андрей Кулев                                                                              | Творческая мастерская бр. Геллер                      |
| 32-я (2019) | • Знаешь, мама, где я был?                        | Леван Габриадзе                                                                                           | ООО «ТаББак»                                          |
| 32-я (2019) | • Гофманиада                                      | Станислав Соколов                                                                                         | ФГУП «ТПО «Киностудия „Союзмультфильм“»               |
| 32-я (2019) | • Митина любовь                                   | Светлана Филиппова                                                                                        | АНО Школа-студия анимационного кино «ШАР»             |
| 33-я (2020) | • Он не может жить без космоса                    | Константин Бронзит                                                                                        | Мельница                                              |
| 33-я (2020) | • Узы                                             | Дина Великовская                                                                                          | Студия «Пчела», Флориан Гролиг, Cine-Litte Production |
| 33-я (2020) | • Хозяйка Медной горы                             | Дмитрий Геллер                                                                                            | АНО Школа-студия анимационного кино «ШАР»             |

### 2021
| Церемония   | Анимационный фильм         | Режиссёр(ы)    | Студия                    |
| ----------- | -------------------------- | -------------- | ------------------------- |
| 34-я (2021) | • Мелодия струнного дерева | Ирина Евтеева  | Proline Film              |
| 34-я (2021) | • 10 000 безобразных пятен | Дмитрий Геллер | Jilin Animation Institute |
| 34-я (2021) | • БоксБалет                | Антон Дьяков   | Мельница                  |